# Corydalis anthriscifolia
Corydalis anthriscifolia là một loài thực vật có hoa trong họ Anh túc. Loài này được Franch. mô tả khoa học đầu tiên năm 1885 publ. 1886.